# Rand McNally
Rand McNally er en amerikansk udgiver af kort, atlaser, lærebøger og globuser til rejse- og referencebrug samt kommercielle og uddannelsesmæssige formål. Det udgiver også vejkort og ruteanvisninger online til forbrugere, samt erhvervsmæssig transport- og ruteprogrammer og kilometertalsdata. Selskabet har hovedkvarter i Chicago-forstaden Skokie med endnu et kontor i Irvine i Californien, og et distributionscenter i Richmond i Kentucky.